# Lucas Gazal
Lucas Xavier Gazal (Diadema, 6 agosto 1999) è un calciatore brasiliano, difensore dell'Atl. Goianiense.

## Carriera
Cresciuto nel settore giovanile del Red Bull Brasil, il 21 gennaio 2021 è stato acquistato dall'Aparecidense, con cui ha esordito il 17 febbraio seguente nell'incontro del Campionato Goiano perso 2-1 contro l'Atl. Goianiense. Il 22 luglio 2022, dopo aver totalizzato 33 presenze e una rete, ha firmato un contratto biennale con l'Atlético Goianiense. Ha esordito nel Brasileirão il 7 agosto successivo, disputando l'incontro vinto 2-1 contro il RB Bragantino, e il 23 ottobre ha realizzato la sua prima rete in campionato, siglando il gol decisivo dell'1-0 contro il Ceará.

## Statistiche

### Presenze e reti nei club
Statistiche aggiornate al 25 novembre 2022.
| Stagione            | Squadra             | Campionato          | Campionato | Campionato | Coppe nazionali | Coppe nazionali | Coppe nazionali | Coppe continentali | Coppe continentali | Coppe continentali | Altre coppe | Altre coppe | Altre coppe | Totale | Totale |
| Stagione            | Squadra             | Comp                | Pres       | Reti       | Comp            | Pres            | Reti            | Comp               | Pres               | Reti               | Comp        | Pres        | Reti        | Pres   | Reti   |
| ------------------- | ------------------- | ------------------- | ---------- | ---------- | --------------- | --------------- | --------------- | ------------------ | ------------------ | ------------------ | ----------- | ----------- | ----------- | ------ | ------ |
| 2020                | Aparecidense        | PD/GO               | 1          | 0          |                 | -               | -               |                    | -                  | -                  |             | -           | -           | 1      | 0      |
| 2021                | Aparecidense        | PD/GO+D             | 2+10       | 0          |                 | -               | -               |                    | -                  | -                  |             | -           | -           | 12     | 0      |
| gen.-lug. 2022      | Aparecidense        | PD/GO+C             | 8+12       | 0+1        |                 | -               | -               |                    | -                  | -                  |             | -           | -           | 20     | 1      |
| Totale Aparecidense | Totale Aparecidense | Totale Aparecidense | 33         | 1          |                 | -               | -               |                    | -                  | -                  |             | -           | -           | 33     | 1      |
| lug.-dic. 2022      | Atl. Goianiense     | A                   | 15         | 1          | CB              | 1               | 0               | CS                 | 0                  | 0                  |             | -           | -           | 16     | 1      |
| Totale carriera     | Totale carriera     | Totale carriera     | 48         | 2          |                 | 1               | 0               |                    | 0                  | 0                  |             | -           | -           | 49     | 2      |

## Palmarès

### Club

#### Competizioni nazionali
- Campeonato Brasileiro Série D: 1

Aparecidense: 2021